# Лутршко село
Лутершко село (словен. Lutrško selo) је насељено место у општини Ново Место, регија Југоисточна Словенија, Словенија.

## Историја
До територијалне реорганизације у Словенији било је у саставу старе општине Ново Место.

## Становништво
У попису становништва из 2011. године, Лутршко село је имало 181 становника.
| Број становника према пописима | Број становника према пописима | Број становника према пописима |
| ------------------------------ | ------------------------------ | ------------------------------ |
| 1991                           | 2002                           | 2011                           |
| 142                            | 155                            | 181                            |

Напомена: Године 1953. повећана за насеља Грич и Киј, која су укинута.